# Abu al-Aswar
Abu al-Aswar ou Abu'l-Asvar Shavur ibn Fadl ibn Muhammad ibn Shaddad est un membre de la dynastie des Cheddadides, émir de Dvin puis d'Arran. Il se révèle un guerrier autant qu'un dirigeant compétent, engagé dans plusieurs conflits avec ses voisins. En tant qu'émir de Dvin, il s'ingère dans les affaires des principautés arméniennes et coopère avec l'Empire byzantin quand celui-ci s'empare d'Ani en 1045. En 1049, son parent, Anurchirvan, est renversé à Ganja et les rebelles l'invitent à prendre la tête de l'émirat d'Arran. Celui-ci atteint alors son apogée. Il entreprend des campagnes victorieuses contre le royaume de Géorgie la province de Chirvan. Toutefois, il ne peut s'emparer de l'émirat de Tiflis et subit les raids des Alains. Au même moment, il est confronté à l'ascension des Seldjoukides qui s'emparent de la Perse et menacent les principautés de Transcaucasie. Il devient leur vassal en 1054-1055 et, s'il s'empare pour leur compte de l'ancienne capitale arménienne d'Ani en 1065, cette alliance signe en réalité le début du déclin pour sa dynastie après sa mort en novembre 1067.

## L'émir de Dvin
Selon l'historien Munejjim Bashi, Abu al-Aswar a régné 46 ans au total à sa mort en 1067, ce qui daterait le début de son temps comme émir de Dvin vers 1022,. Si la ville appartient au royaume des Bagratides d'Arménie, elle a été laissée sans défense après la mort de Gagik Ier d'Arménie en 1020. En 1021, un raid dévastateur des Daylamites l'isole du reste de l'Arménie. Dvin passe alors sous la domination des Cheddadides et d'Abu al-Aswar. Rapidement, il devient indépendant de son frère, émir à Ganja. En outre, il a épousé une fille de roi Achot IV d'Arménie ou une sœur de David Ier, roi de Lorri, ce qui le rapproche des grandes familles arméniennes. Son deuxième fils porte d'ailleurs un prénom typiquement arménien : Achot.
Matthieu d'Edesse mentionne Abu al-Aswar lors de l'année 1040, quand le noble arménien Abirat, engagé dans une dispute avec Achot IV et Hovhannes-Smbat III, se rend à Dvin avec 12 000 hommes pour y nouer une alliance. Dans un premier temps, Abu al-Aswar l'accueille honorablement mais il ne tarde pas à se défier de lui et le fait tuer,. A peu près à la même époque, Abu al-Aswar attaque David Ier, dont il conquiert une grande partie des terres. Cependant, le roi arménien s'allie avec plusieurs adversaires de l'émir de Dvin, dont Hovhannes-Smbat III, le roi de Géorgie et le roi d'Artsakh. Avec cette armée, il repousse Abu al-Aswar,.
Achot IV et Hovhannes-Smbat III meurent vers 1040-1041 et Gagik II d'Arménie leur succède. Cependant, l'Empire byzantin est sur les rangs car Smbat III a juré de lui céder ses terres à sa mort. Si Gagik repousse l'armée envoyée par Michel IV, son successeur, Constantin IX, envoie une autre armée. Plus encore, l'empereur s'assure de l'aide d'Abu al-Aswar qui obtient de conserver les positions qu'il conquerrait. Gagik est alors contraint de se rendre à Constantinople pour céder ses terres. Si Abu al-Aswar a pu prendre plusieurs forteresses, les Byzantins reviennent vite sur leur promesse. Michel Iasitès prend la tête d'une armée qui se dirige sur Dvin. L'émir agit avec ruse et le laisse approcher, avant d'ouvrir les canaux d'irrigation pour inonder la plaine autour de la ville. Embourbés, les Byzantins sont des proies faciles pour les archers d'Abu al-Aswar et souffrent de lourdes pertes. Constantin IX envoie alors Katakalôn Kékauménos et le parakimomène Constantin. Plutôt que d'attaquer Dvin directement, ils concentrent leurs efforts sur la prise des forteresses conquises par Abu al-Aswar. La plupart tombent comme Khor Virap et Amberd mais pas Chelidonion (Erevan aujourd'hui). Quand la rébellion de Léon Tornikios éclate, Constantin IX doit rappeler ses armées et un traité de paix est conclu, par lequel l'émir accepte de ne pas lancer de raid contre l'Empire.
En empêchant les Byzantins de prendre Dvin, Abu al-Aswar met un terme à leur progression en Orient et plusieurs principautés arméniennes conservent leur indépendance, comme celle de Khatchen. Peu après, les Seldjoukides deviennent la puissance montante du Moyen-Orient et entament leurs premiers raids dans le Caucase, d'abord sous la conduite de Kutalmış puis d'un autre parent de Toghrul-Beg en 1048, qui donne lieu à la bataille de Kapetrou contre les Byzantins. Si les Cheddadides peuvent voir en eux des alliés potentiels, ils sont aussi une menace, comme en témoigne l'assaut de Kutalmış sur Ganja en 1046-1047.
Peu après, à la fin de l'année 1048 ou au début de l'année 1049 voire plus tard, jusqu'en 1055, les Byzantins lancent une offensive dirigée par le rhaiktor Nicéphore. Selon Jean Skylitzès, Abu al-Aswar aurait violé les termes du traité en pillant les terres byzantines. Cette fois encore, l'émir reste à l'intérieur de Dvin tandis que les Byzantins dévastent les campagnes, jusqu'aux alentours de Ganja. De nouveau, Abu al-Aswar jure de ne plus lancer de raids contre les Byzantins et envoie son petit-neveu, Ardachir, comme otage à la cour de Constantinople.

## Emir de Ganja
En 1049, le neveu d'Abu al-Aswar, émir de Ganja, meurt après un règne troublé de quinze ans. C'est son fils, Anuchirvan, qui lui succède mais dans les faits, le pouvoir est détenu par le hadjib Abou Mansour. Après seulement deux mois, un groupe d'opposants le dépose et fait appel à Abu al-Aswar pour devenir émir de Ganja. Al-Aswar accepte et quitte Dvin, devenu trop exposé. Plusieurs gouverneurs s'y succèdent jusqu'en 1053, quand il nomme son fils, Abu Nasr Iskandar, comme émir.
Quand il arrive à Ganja, Abu al-Aswar jouit d'une excellente réputation comme dirigeant et chef militaire. Le prince ziyaride Kay Ka'us, rédacteur du Qâbûs-nâmeh, un miroir des princes, passe plusieurs années à Ganja pour participer à la lutte contre les royaumes chrétiens. Il décrit Abu al-Aswar comme un grand roi, un homme intelligent et déterminé, juste, courageux, éloquent, d'une foi pure et éclairée. Les Byzantins lui reconnaissent aussi plusieurs qualités, le qualifiant de stratège rusé.
Selon Münejjim Bashi, Abu al-Aswar s'empare en 1053 d'une forteresse aux mains des Géorgiens, qu'il dote d'une importante garnison. En 1054-1055, il devient un des nombreux vassaux du sultan seldjoukide Toghrul-Beg. Toutefois, ce lien reste ténu puisque ni le sultan, ni son fils, Alp Arslan, n'apparaissent sur les pièces locales. En 1062, Abu al-Aswar reçoit une ambassade de l'émirat de Tiflis, un royaume musulman isolé par les Chrétiens du Caucase. À la mort de l'émir Jafar ibn-Ali, ses fils ont été évincés par la population en raison de leurs querelles et Abu al-Aswar se voit proposer le contrôle du territoire. Quand il refuse, les Géorgiens en profitent pour s'emparer de la ville de Tiflis, avant d'en être délogés par Alp Arslan en 1068. Cet événement démontre les limites de la puissance des Chaddadides, d'autant que, la même année, les Alains mènent un raid depuis la passe de Darial et s'emparent de 20 000 esclaves. Abu al-Aswar réagit par l'érection d'une muraille protégeant les environs directs de sa capitale, Ganja. Les portes de ces remparts, dont se sont emparés les Géorgiens sous Démétrius Ier en 1139, sont toujours visibles dans le monastère de Ghélati.
Dans le même temps, les relations d'Abu al-Aswar avec le chirvanchah Fariburz Ier se détériorent. Les deux dynasties sont liées par le mariage de Sallar, le prédécesseur de Fariburz, avec la fille d'Abu al-Aswar mais cela n'empêche pas les velléités offensives de ce dernier face à son voisin. Au printemps 1063, Abu al-Aswar s'empare de la forteresse de Quylamiyan et marche sur la capitale adverse, Chamakhi. En chemin, il défait les forces ennemies et pille leur camp, dans lequel se trouve sa propre fille. Il se replie ensuite sur Arran avant de revenir piller le Chirvan en juillet. L'année suivante, il reprend ses opérations et s'empare de plusieurs forteresses tandis qu'il obtient l'allégeance de plusieurs chefs kurdes. Après son retour à Ganja, un traité de paix est signé et, à l'été 1064, Abu al-Aswar accepte de céder Quylamiyan en échange de 40 000 dinars d'or. La même année, le sultan Alp Arslan envahit l'Arménie byzantine et prend Ani. Abu al-Aswar en profite pour lancer des raids dans la région, reprenant le fort de Wijyn, alors inoccupé. Par la suite, il récupère l'autorité directe sur Ani selon Munejjim, même si tous les chroniqueurs ne se rejoignent pas sur cette rétrocession. Toutefois, quand il revient à Ganja et que son armée se disperse, Abu al-Aswar doit affronter une invasion des Alains, qui atteignent notamment les environs de Barda. Abu al-Aswar préfère alors se retrancher dans des forteresses que d'affronter l'adversaire en terrain découvert et les Alains peuvent rentrer chez eux avec un grand nombre de prisonniers.
Abu al-Aswar meurt le 19 novembre 167 et est enterré dans la mosquée principale de Ganja. Son fils aîné, Fadl II, lui succède alors qu'il a déjà été désigné comme héritier du vivant de son père. Celui-ci a notamment demandé à sa famille, à l'armée et aux habitants d'Arran de lui jurer allégeance. En plus de Fadl, Abu al-Aswar a quatre fils : Ashot, Iskandar, Manuchihr et Marzuban, ainsi qu'une fille.